# Euro 4 Championship
Die Euro 4 Championship ist eine Automobilrennserie nach dem FIA-Formel-4-Reglement in Europa. Die Euro 4 Championship wurde erstmals 2023 ausgetragen.
Die Euro 4 Championship wird von WSK Promotions und dem italienischen Motorsportverband Automobile Club d’Italia veranstaltet.

## Geschichte
Die Meisterschaft wurde 2022 erstmals angekündigt, im Folgejahr schließlich gründete WSK Promotions und der Automobile Club d’Italia die Rennserie als Ergänzung zur italienischen Formel-4-Meisterschaft. Ziel war es, für den Anfang mehr als zwei Rennwochenenden außerhalb Italiens stattfinden zu lassen; anders als es bei nationalen Formel-4-Meisterschaften erlaubt ist.

## Sportliches Reglement

### Ablauf des Rennwochenendes
Es finden zwei freie Trainings statt, die jeweils 40 Minuten dauern. Das Qualifying besteht aus zwei Sitzungen zu je 15 Minuten. Die Startreihenfolge zum ersten Rennen wird durch das Ergebnis des ersten Qualifyings gebildet, für das zweite Rennen durch das zweite Qualifying und die Reihenfolge für das letzte Rennen durch die zweitbeste gesetzte Qualifying-Zeit in beiden Qualifying-Sitzungen kombiniert. Alle drei Rennen dauern jeweils 30 Minuten mit einer weiteren finalen Rennrunde.
Falls es mehr als 38 Fahrernennungen gibt finden vier Rennen zu je 25 Minuten statt, dabei fungiert das letzte Rennen als Finalrennen, wo sich nur die schnellsten Fahrer dafür qualifizieren. Es wird jedoch versucht, die Nennungen nicht übersteigen zu lassen.

### Punkteverteilung
Die Punktewertung orientiert sich am aktuellen Punktesystem der Formel 1. Somit erhält der Sieger eines Rennens 25, der Zweite 18, der Dritte 15 Punkte bis hin zum Zehntplatzierten, welcher den letzten Punkt erhält. Es werden keine Zusatzpunkte für die Pole-Position oder die schnellste Rennrunde verteilt. In die Teamwertung fließen die zwei besten Rennfahrer pro Rennen ein.
| Punkteverteilung | Punkteverteilung | Punkteverteilung | Punkteverteilung | Punkteverteilung | Punkteverteilung | Punkteverteilung | Punkteverteilung | Punkteverteilung | Punkteverteilung | Punkteverteilung | Punkteverteilung | Punkteverteilung |
| ---------------- | ---------------- | ---------------- | ---------------- | ---------------- | ---------------- | ---------------- | ---------------- | ---------------- | ---------------- | ---------------- | ---------------- | ---------------- |
| Platz            | 1                | 2                | 3                | 4                | 5                | 6                | 7                | 8                | 9                | 10               | PP               | SR               |
| Punkte           | 25               | 18               | 15               | 12               | 10               | 8                | 6                | 4                | 2                | 1                | –                | –                |

Während der ersten Saison gab es für das letzte Rennwochenende doppelte Punkte, dies wurde für 2024 wieder abgeschafft.

### Teams und Fahrer
Bis zu 38 Fahrernennungen dürfen problemlos für ein Rennwochenende genannt werden. Jedes Team darf zwei bis sechs Fahrzeuge pro Rennwochenende einsetzen. Die Fahrer müssen mindestens 15 Jahre alt sein und zumindest eine nationale Rennlizenz besitzen.

## Technisches Reglement

### Chassis
In der Euro 4 Championship wird das Tatuus-Chassis F4 T-421 eingesetzt. Das Chassis ist ein Monocoque aus CFK dessen restliche Elemente aus glasfaserverstärktem Kunststoff bestehen und wiegt 570 kg. Die Aufhängung besteht vorn sowie hinten aus einer Doppelquerlenkerachse mit innenliegenden Federn, starren Stoßdämpfern, betätigt über Schubstangen, sowie mit Stabilisatoren.

### Motor und Getriebe
Als Motor wird ein aufgeladener 1,4-Liter FTJ-I4-Turbomotor von Abarth-Autotecnica mit etwa 180 PS eingesetzt. Pro Rennwochenende darf ein Fahrer nur einen einzigen Motor für alle Sessions einsetzen. Als Getriebe wird ein sequentielles Sechsgang-Halbautomatikgetriebe mit Schaltwippen von Sadev bezogen.

### Reifen
Als Bereifung kommen Slicks von Pirelli zum Einsatz.

## Bisherige Meister
| Saison | Meister       | Punkte | Zweiter        | Punkte | Dritter             | Punkte | Bestes Team  | Punkte | Rookie              | Punkte | Woman          | Punkte | Quelle |
| ------ | ------------- | ------ | -------------- | ------ | ------------------- | ------ | ------------ | ------ | ------------------- | ------ | -------------- | ------ | ------ |
| 2023   | Ugo Ugochukwu | 193    | James Wharton  | 169    | Akshay Bohra        | 145    | Prema Racing | 435    | Akshay Bohra        | 180    | Tina Hausmann  | 222    | [ 4 ]  |
| 2024   | Akshay Bohra  | 124    | Freddie Slater | 106    | Kean Nakamura-Berta | 97     | Prema Racing | 273    | Kean Nakamura-Berta | 156    | Aurelia Nobels | 68     | [ 5 ]  |